# Бузачи (аэропорт)

Бузачи (Каражанбас) — аэропорт местных воздушных линий в Мангистауской области Казахстана, на полуострове Бузачи. Находится в солончаковом пустынном урочище Большой Сор, в 8 км восточнее береговой линии Каспийского моря.
Аэродром Бузачи класса В, рассчитан на приём самолётов Як-42, Ан-24, Як-40 и всех более лёгких, а также вертолётов всех типов. В 1990-х аэродром заброшен и с тех пор используется как посадочная площадка для самолётов класса А (Ан-2 и им подобные) и вертолётов при проведении авиационных работ в интересах расположенных в данном регионе крупных нефтяных месторождений (Каражанбас, Северное Бузачи, Каламкас).